# 只是朋友？
《只是朋友？》（韓語：친구사이?）是一部韓國2009年發行的短片，由金趙光秀執導與編劇。這是金趙光秀繼2008年《男得遇見你》之後的第二部同性戀題材電影。
該電影於2009年10月10日在第14屆釜山國際電影節首映。同年12月17日，電影在韓國院線正式推出。

## 演員陣容

### 主要人物
- 李帝勳 飾演 李錫
- 徐志厚 飾演 姜民修

### 周邊人物
- 李善珠 飾演 民修的媽媽
- 李彩恩 飾演 彩恩
- 文成權 飾演 兵長
- 孫哲民 飾演 面會室軍人

### 友情出演
- 高水熙 飾演 餐廳老闆

## 外部連結
- 韩国电影数据库（KMDb）上《只是朋友？》的資料
- 互联网电影数据库（IMDb）上《只是朋友？》的资料（英文）
- 《只是朋友？》在HanCinema的页面（英文）